# Relaciones Bahamas-Colombia
Las relaciones entre la Mancomunidad de las Bahamas y la República de Colombia se iniciaron el 26 de agosto de 1977, cuatro años después de la independencia del país caribeño. Aunque en la actualidad Bahamas y Colombia no cuentan contratados bilaterales, tienen un peso comercial sobresaliente.

## Agenda
La agenda entre las Bahamas y Colombia se limita a Estrategia de Cooperación de Colombia con la Cuenca del Caribe y al apoyo que esta presta a los países de esta zona.
Dos de los temas que no han sido tratados bilateralmente, pero sí en foros multilaterales, son:
- Narcotráfico: Las Bahamas resulta ser una ruta importante para el transporte de cocaína hacia los Estados Unidos y hacia Europa, es porque Bahamas cuenta con una base militar Estadounidense en su territorio.[1] Este tránsito se remonta al narcotraficante Carlos Lehder, el cual ya tenía un gran control del país insular para la década de 1990, gracias a los sobornos, en los que estaba incluido en entonces primer ministro bahameño, Lynden Pindling.[2] Otro caso fue el del presunto criminal por tráfico de estupefacientes bahameño Dwight Warren Knowles, el que fue extraditado a Estados Unidos desde Colombia.[3]
- Tránsito de personas: Los colombianos que quieren ingresar ilegalmente a los Estados Unidos han utilizado a las Bahamas como una parada en su ruta de acceso.[2]

## Diplomacia
Las relaciones entre las Bahamas y Colombia son muy limitadas, más allá del comercio o la cooperación. En la actualidad estos Estados no han suscrito ningún acuerdo de ninguna índole a pesar de tener más de 35 años de relaciones. Ninguno de los dos países tiene embajadas o consulado en el territorio del otro, así que, la embajada concurrente para las Bahamas de Colombia se encuentra en La Habana, mientras que la concurrente para Colombia se encuentra en Washington D. C..
Por otro lado, en cuanto a las relaciones consulares el consulado de las Bahamas en Washington D. C. se encarga de estas relaciones para los ciudadanos colombianos, en su lugar, el consulado de Colombia en la ciudad de Miami es quien se encarga de los trámites consulares para los bahameños.
En 2013, la que para entonces era la Viceministra de Relaciones Exteriores de Colombia, Mónica Lanzetta, visitó las Bahamas para fortalecer los temas regionales, comerciales y de cooperación.

### Visas
La relación de visas (turismo/visita) entre Bahamas y Colombia:
- Los bahameños no deberán acceder a una visa de turista para ingresar a Colombia por estadías menores a 90 días.[5]
- Los colombianos no deberán acceder a una visa de turista para ingresar a Bahamas por estadías menores a 90 días.[6]

## Comercio
Los movimientos comerciales entre las Bahamas y Colombia se basan en las exportaciones que Colombia envía al país caribeño, ya que, este representa un peso considerable en ambas economías, ya que, estas exportaciones son básicamente petróleo, por lo cual Bahamas es el principal socio comercial de la CARICOM para Colombia. Aunque, Bahamas no hace parte del tratado de 1994 que suscribieron los países de la CARICOM y Colombia.
| País     | Exportaciones ($USD) | Porcentaje (exportaciones) | Porcentaje (importaciones) | Porcentaje (total) | Productos |
| -------- | -------------------- | -------------------------- | -------------------------- | ------------------ | --- |
| Bahamas  | $39.762.289          | 0.00055%                   | 0.40%                      | 0.32%              | combustibles minerales, productos farmacéuticos, aparatos eléctricos, tintas y pinturas, manufacturas de plástico, caucho. |
| Colombia | $588.974.031         | 1.00%                      | 0.07%                      | 0.53%              | combustibles minerales, azúcar y confitería, jabones, cuero, mobiliario medicoquirúrgico, productos cerámicos.             |

FUENTE: Trade Map

## Colombianos notables residentes en las Bahamas
- Shakira